# Julija Zaripova
Julija Mihajlovna Zaripova (rusko Юлия Михайловна Зарипова; dekliški priimek Ivanova, ločena Zarudneva), ruska atletinja, * 26. april 1986, Kazan, Sovjetska zveza.
Nastopila je na poletnih olimpijskih igrah leta 2012 in osvojila naslov olimpijske prvakinje v teku na 3000 m z zaprekami, toda zaradi dopinga so ji naslov odvzeli, kot tudi naslov svetovne prvakinje v isti disciplini iz leta  2011, ostajata ji naslova svetovne prvakinje leta 2009 in evropske prvakinje leta  2010.